# Deres sás
A deres sás (Carex flacca) az egyszikűek (Liliopsida) osztályába sorolt perjevirágúak (Poales) rendjében a palkafélék (Cyperaceae) családjának egyik faja.

## Származása, elterjedése
Egész Magyarországon gyakori.

## Megjelenése, felépítése
Tompán háromélű, domború oldalú, alul mindig sima, de felső részén gyakran érdes szára 20–70 cm magasra nő.
Hosszú, vékony, barna pikkelylevelekkel fedett tarackot növeszt.
A szárnál rövidebb, 3–5 mm széles levelei felül sötétzöldek, a fonákuk kékeszöld vagy hamvasszürke. Az élük érdes, finoman háromélű csúcsba fut. Laza virágzatuk gyakran a szár közepe alatt kezdődik. A tőhüvelyek vörösbarnák, gyakran piroslók vagy bíborosak, épek. A nyelvecske 2–3 mm hosszú, lekerekített.

## Életmódja, termőhelye
A legtöbb sásfajtól eltérően nem ragaszkodik a nedves környezethez: nedves réteken, szárazabb gyepekben, nyílt száraz tölgyesekben gyakori. Lazán gyepes, kis csomókban nő; több növénytársulásban is állományalkotó. Igénytelen, ezért sokféle környezetben fordul elő a nedves hegyi rétektől az időszakosan vízzel borított szikesekig. A magassásos társulásokban foltszerűen és önállóan zsombékolva is megtalálható. Ezek a zsombékok kiváló, védett élőhelyet biztosítanak a legkülönfélébb bolharákoknak, csiborlárváknak, botpoloskáknak, kétéltűeknek és halivadékoknak.
A vizek természetes hőingadozásától függően nagyjából áprilistól júniusig virágzik folyamatosan.

## Felhasználása
Hamvasszürke levelei miatt levéldísznövénynek ültetik.

## Alfajok, változatok
Alfajok:
- Carex flacca ssp. erythrostachys (Hoppe) Holub[1]
- Carex flacca subsp. flacca (törzsváltozat)

Számos kertészeti változatát nemesítették ki. Így például:
- Carex flacca 'Blue Zinger'[2]